# フィリップ・アリオー
フィリップ・ルネ・ガブリエル・アリオー（Philippe René Gabriel Alliot, 1954年7月27日 - ）は、フランス出身の元レーシングドライバー。

## 経歴
少年時代にはグラハム・ヒルやクリス・エイモンに憧れていた。自身でもレースを始めると、1978年にフィリップ・ストレイフやアラン・フェルテなどを破りフランス フォーミュラ・ルノーのシリーズチャンピオンを獲得する。F3、F2を経て、1984年にRAMから29歳でF1デビューを果たした。F1デビュー同期のドライバーにはアイルトン・セナ、ステファン・ベロフ、マーティン・ブランドル、ゲルハルト・ベルガーなどがいる。
RAMからの参戦となったF1初年度は13戦決勝に進出するが、ハート直4ターボエンジンならびにシャシーの信頼性不足により2回予選落ちを喫し、完走は3回（最高位10位）だった。予選成績ではチームメイトのジョナサン・パーマーに対し5勝9敗、マイク・サックウェルに0勝1敗と負け越した。
1985年もRAMに残留したが、マシンの信頼性は相変わらず低く、新たなチームメイトとなったマンフレッド・ヴィンケルホックと共に開幕戦のみ完走（最高位9位）に終わる。第14戦終了後にチームはメインスポンサーであるスコール・バンディットとの契約を解除され運営資金を失い、終盤2戦を欠場した。予選ではヴィンケルホックに3勝6敗、ケネス・アチソンに対し1勝1敗だった。
1986年は開幕時にF1シートを得られず、国際F3000選手権に参戦していたが、7月のイギリスGPスタート直後の事故で両足を複雑骨折したジャック・ラフィットの代役としてリジェのシートを獲得し、ルネ・アルヌーのチームメイトとしてF1第10戦から復帰した。第15戦ポルトガルGPでは自身F1初入賞となる6位で1ポイント獲得を果たした。
1987年、元ルノー・ワークスのチームマネジャーだったジェラール・ラルースが1カーエントリーでチームを立ち上げF1新規参戦を表明したラルース・カルメルの初代ドライバーとして起用され、ドイツGP・スペインGP・メキシコGPで6位入賞し、3ポイントを挙げた。
1988年もラルースから参戦。LC88は完走能力は高かったが速さに欠け、シーズン最高位は2度の9位でノーポイントに終わる。メキシコGP予選ではスピン後にホームストレートのコンクリートウォールに高速でぶつかり、マシンが上下反転する大きなクラッシュを起こした。1989年もラルースに残留し、この年から搭載されたランボルギーニV12エンジンの熟成が進み、予選で速さを見せるが、入賞はスペインGPでの6位1回のみに終わり、この年をもってラルースから離脱した。
1990年はリジェに移籍、ニコラ・ラリーニとのコンビとなった。結局無得点に終わり、シーズン終了後にシートを喪失し、一度F1から姿を消した。

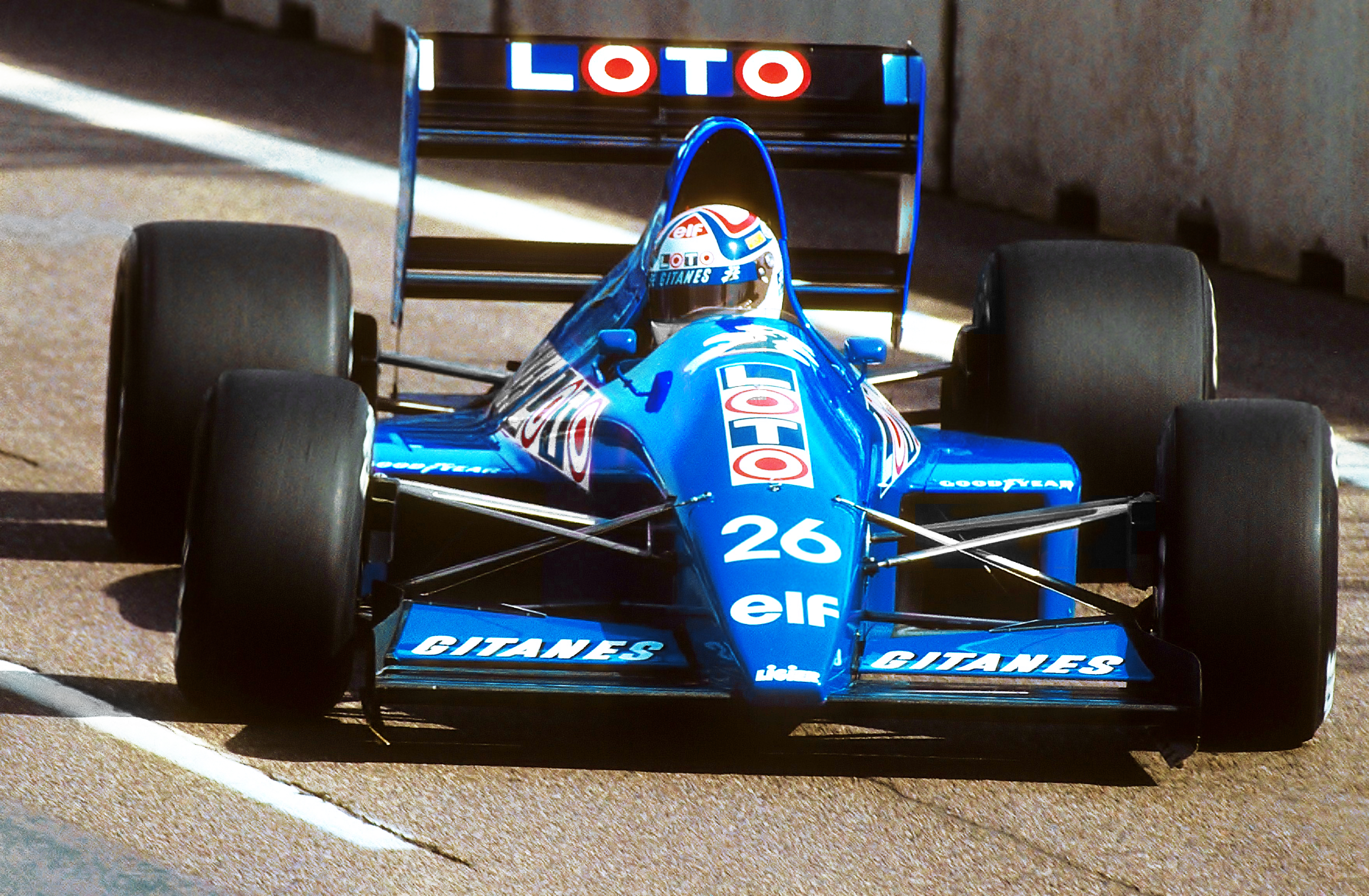
リジェ時代のアリオー（1990年アメリカグランプリ）

1991年から2年間、プジョー・ワークスと契約し、スポーツカー世界選手権（SWC）に参戦。2年連続ランキング3位を記録し、同チームではパートナーであるマウロ・バルディ、ジャン＝ピエール・ジャブイーユと共にル・マン24時間レースにも参戦、2年連続総合3位入賞を果たし表彰台に立った。
1993年は3年ぶりにF1復帰、古巣のラルースから参戦した。サンマリノGPでは5位に入賞し自己最高リザルトを記録したが、チームは参戦資金の問題を抱えておりシーズン最後の2戦では日本のスポンサー資金を持ち込んだ鈴木利男にシートを譲った。
1994年はSWCでの貢献により強いパイプが出来ていたプジョーの推薦によりマクラーレン（同年よりプジョーがV10エンジンを供給）に加入。開幕前はミカ・ハッキネンのチームメイトとしてレギュラードライバーの話もあったが、ロン・デニスがアリオーの起用に難色を示し、マーティン・ブランドルを起用したため、結局テストドライバーを務めることとなった。ハンガリーGPでは出場停止となったハッキネンの代役として出走したが、予選・決勝ともブランドルよりかなり遅れ、マクラーレンでの参戦はこの1戦のみであった。次戦ベルギーGPではマクラーレンの許可を得て、ラルースに持ちこんだスポンサー資金が終了したオリビエ・ベレッタに代わって出走した。スパ・ウェザーに見舞われた予選では同じマシンに乗るエリック・コマス（予選22位）より上位の予選19位を獲得したが、決勝は12周目にエンジントラブルによりリタイアした。この1戦のみで第12戦イタリアGPからはヤニック・ダルマスがラルースで2戦出走することが発表され、アリオーの10年にわたったF1参戦は終了となった。
その後はル・マン24時間レース、パリ・ダカールラリー、フランスGT選手権に参戦した。

## エピソード
- 少年時代のヒーローはクリス・エイモンだった。このため1976年に自分がレースを始める時、ヘルメットのカラーデザインを自分のイニシャルであるAを元に、エイモンのヘルメット・デザインと似るように自分で考えて塗った。このデザインは変えたことが無い[8]。
- 毎回決勝レース直前に、立ち小便をするという奇癖を持っていた。
- F1時代は自身が周回遅れになる際にバックミラーを見ていないと指摘されることがあり、優勝争いやポイント争いをしているドライバーに進路を譲らない事から、上位ドライバーがアリオーに対して手を上げてアピールするなど怒りのポーズを掲げられることがあった[9]。
- 1989年後半はラルースで金曜朝の予備予選からの出走だったが、ハンガリーGPではその予備予選中に「自分のタイムアタックをザクスピードに台無しにされた（その影響で初の予備予選落ちを喫した）」と怒り、ザクスピードのピットまで行き抗議する様子がフジテレビのTVカメラに捉えられた。そこではトラブルにより走行できなかった鈴木亜久里が川井一仁のインタビューに答えていたが、それを遮るかたちで亜久里を捕まえ「さっき俺のタイムアタックを邪魔しただろう」と抗議したが、「ほぼずっとピットにいて走れてないから、それは自分じゃない。どういう問題？」と言われ「そうか、君じゃないのか、ザクスピードなのは間違いないんだ…シュナイダーだったかもしれないがおかげで予選落ちだよ」と話す姿が「1989F1総集編」の中で流された。
- モータースポーツジャーナリストの今宮純は自著「F1大百科」にて、「速いのか、遅いのか良く分らないドライバー」 「無口そうで実は意外とおしゃべり」とアリオーを紹介している。
- 引退したあと自身により、「20代で髪色が完全に白髪となってしまったため、現役時代はシート交渉に不利にならないよう黒髪に染め続けていた。」と話した。2000年代以後は白髪のまま自然な状態にしている。

## レース戦績

### フランス・フォーミュラ3選手権
| 年     | エントラント | シャーシ        | エンジン       | 1   | 2     | 3     | 4       | 5       | 6       | 7     | 8    | 9   | 10    | 11  | 順位 | ポイント |
| ------ | ------------ | --------------- | -------------- | --- | ----- | ----- | ------- | ------- | ------- | ----- | ---- | --- | ----- | --- | ---- | -------- |
| 1979年 | Kores Racing | ローラ T770     | ルノー         | ZOL | MAG   | DIJ 3 | MON DNQ | JAR     | LAC Ret | ALB 4 |      |     |       |     | 3位  | 18       |
| 1980年 | オレカ       | マルティニ Mk31 | トヨタ 2T-G    | NOG | MAG 2 | DIJ 1 | LAC DNQ | ROU     | LEC     | NOG   | BUG  |     |       |     | 6位  | 42       |
| 1981年 | オレカ       | マルティニ Mk34 | アルファロメオ | NOG | MAG 1 | DIJ   | LAC 1   | CET Ret | DIJ2    | LEC   | NOG2 | BUG | ALB 1 | ROU | -    | -        |

- 太字はポールポジション、斜字はファステストラップ。

### ヨーロッパ・フォーミュラ3選手権
| 年     | エントラント       | シャーシ         | エンジン       | 1       | 2     | 3       | 4       | 5       | 6       | 7     | 8       | 9       | 10      | 11      | 12      | 13     | 14      | 15  | 順位 | ポイント |
| ------ | ------------------ | ---------------- | -------------- | ------- | ----- | ------- | ------- | ------- | ------- | ----- | ------- | ------- | ------- | ------- | ------- | ------ | ------- | --- | ---- | -------- |
| 1979年 | コレス・レーシング | ローラ・T770     | ルノー         | VLL     | ÖST   | ZOL DNQ | MAG Ret | DON Ret | ZAN     | PER   | MNZ DNQ | KNU     | KIN     | JAR     | KAS     |        |         |     | NC   | 0        |
| 1980年 | オレカ             | マルティニ・MK31 | トヨタ・2T-G   | NÜR 2   | ÖST 3 | ZOL 2   | MAG 2   | ZAN 19  | LAC DNQ | MUG 8 | MNZ 4   | MIS 4   |         |         | JAR 3   | KAS 11 | ZOL 2   |     | 5位  | 39       |
| 1980年 | AP サイエンテック  | マルティニ・MK31 | トヨタ・2T-G   |         |       |         |         |         |         |       |         |         | KNU 6   | SIL Ret |         |        |         |     | 5位  | 39       |
| 1981年 | オレカ             | マルティニ・MK34 | アルファロメオ | VLL 5   | NÜR 2 | DON 5   | ÖST 3   | ZOL 4   | MAG 1   | LAC 1 | ZAN 5   | SIL 9   | CET Ret | MIS 10  | KNU Ret | JAR 3  | IMO Ret | MUG | 3位  | 41       |
| 1982年 | オレカ             | マルティニ・MK37 | アルファロメオ | MUG DNQ | NÜR 6 | DON DNS | ZOL 8   | MAG 4   | ÖST 4   | ZAN 5 | SIL DNS | MNZ DNQ | PER     | LAC 1   | KNU Ret | NOG 4  | JAR 3   | KAS | 6位  | 25       |

### 国際F3000選手権
| 年     | エントラント       | シャーシ    | エンジン   | 1       | 2     | 3       | 4     | 5      | 6       | 7   | 8     | 9   | 10  | 11  | 12  | 順位 | ポイント |
| ------ | ------------------ | ----------- | ---------- | ------- | ----- | ------- | ----- | ------ | ------- | --- | ----- | --- | --- | --- | --- | ---- | -------- |
| 1985年 | BS・オートモービル | マーチ・85B | コスワース | SIL     | THR   | EST     | NÜR   | VLL    | PAU     | SPA | DIJ 6 | PER | ÖST | ZAN | DON | 19位 | 1        |
| 1986年 | オゼッラ           | マーチ・86B | コスワース | SIL Ret | VLL 8 | PAU Ret | SPA 1 | IMO 13 | MUG Ret | PER | ÖST   | BIR | BUG | JAR |     | 9位  | 9        |

### F1
| 年     | 所属チーム                   | シャシー | 1       | 2       | 3       | 4       | 5       | 6       | 7       | 8       | 9       | 10       | 11      | 12      | 13      | 14      | 15      | 16      | WDC       | ポイント |
| ------ | ---------------------------- | -------- | ------- | ------- | ------- | ------- | ------- | ------- | ------- | ------- | ------- | -------- | ------- | ------- | ------- | ------- | ------- | ------- | --------- | -------- |
| 1984年 | スコール・バンディット (RAM) | 02       | BRA Ret | RSA Ret | BEL DNQ | SMR Ret | FRA Ret | MON DNQ | CAN 10  | DET Ret | DAL DNS | GBR Ret  | GER Ret | AUT 11  | NED 10  | ITA Ret | EUR Ret | POR Ret | NC (30位) | 0        |
| 1985年 | スコール・バンディット (RAM) | 03       | BRA 9   | POR Ret | SMR Ret | MON DNQ | CAN Ret | DET Ret | FRA Ret | GBR Ret | GER Ret | AUT Ret  | NED Ret | ITA Ret | BEL Ret | EUR Ret | RSA     | AUS     | NC (28位) | 0        |
| 1986年 | リジェ                       | JS27     | BRA     | ESP     | SMR     | MON     | BEL     | CAN     | DET     | FRA     | GBR     | GER Ret  | HUN 9   | AUT Ret | ITA Ret | POR Ret | MEX 6   | AUS 8   | 18位      | 1        |
| 1987年 | ローラ／ラルース             | LC87     | BRA     | SMR 10  | BEL 8   | MON Ret | DET Ret | FRA Ret | GBR Ret | GER 6   | HUN Ret | AUT 12   | ITA Ret | POR Ret | ESP 6   | MEX 6   | JPN Ret | AUS Ret | 17位      | 3        |
| 1988年 | ローラ／ラルース             | LC88     | BRA Ret | SMR 17  | MON Ret | MEX Ret | CAN 10  | DET Ret | FRA Ret | GBR 14  | GER Ret | HUN 12   | BEL 9   | ITA Ret | POR Ret | ESP 14  | JPN 9   | AUS 10  | NC (24位) | 0        |
| 1989年 | ローラ／ラルース             | LC88C    | BRA 12  |         |         |         |         |         |         |         |         |          |         |         |         |         |         |         | 26位      | 1        |
| 1989年 | ローラ／ラルース             | LC89     |         | SMR Ret | MON Ret | MEX NC  | USA Ret | CAN Ret | FRA Ret | GBR Ret | GER Ret | HUN DNPQ | BEL 16  | ITA Ret | POR 9   | ESP 6   | JPN Ret | AUS Ret | 26位      | 1        |
| 1990年 | リジェ                       | JS33B    | USA EX  | BRA 12  | SMR 9   | MON Ret | CAN Ret | MEX 18  | FRA 9   | GBR 13  | GER DSQ | HUN 14   | BEL DNQ | ITA 13  | POR Ret | ESP Ret | JPN 10  | AUS 11  | NC (23位) | 0        |
| 1993年 | ラルース                     | LH93     | RSA Ret | BRA 7   | EUR Ret | SMR 5   | ESP Ret | MON 12  | CAN Ret | FRA 9   | GBR 11  | GER 12   | HUN 8   | BEL 12  | ITA 9   | POR 10  | JPN     | AUS     | 17位      | 2        |
| 1994年 | マクラーレン                 | MP4/9    | BRA     | PAC     | SMR     | MON     | ESP     | CAN     | FRA     | GBR     | GER     | HUN Ret  |         |         |         |         |         |         | NC (43位) | 0        |
| 1994年 | ラルース                     | LH94     |         |         |         |         |         |         |         |         |         |          | BEL Ret | ITA     | POR     | EUR     | JPN     | AUS     | NC (43位) | 0        |

- 太字はポールポジション、斜字はファステストラップ。(key)

### スポーツカー世界選手権
| 年     | 所属チーム                 | 使用車両      | クラス | 1       | 2       | 3     | 4       | 5       | 6     | 7     | 8     | 順位 | ポイント |
| ------ | -------------------------- | ------------- | ------ | ------- | ------- | ----- | ------- | ------- | ----- | ----- | ----- | ---- | -------- |
| 1991年 | プジョー・タルボ・スポール | プジョー・905 | C1     | SUZ 1   | MON 8   | SIL 6 | LMN Ret | NÜR Ret | MAG 2 | MEX 2 | AUT 4 | 3位  | 69       |
| 1992年 | プジョー・タルボ・スポール | プジョー・905 | C1     | MON Ret | SIL Ret | LMN 3 | DON 1   | SUZ 3   | MAG 1 |       |       | 3位  | 64       |

### ル・マン24時間レース
| 年     | チーム                                 | コ・ドライバー                                                | 使用車両                 | クラス | 周回 | 総合順位 | クラス順位 |
| ------ | -------------------------------------- | ------------------------------------------------------------- | ------------------------ | ------ | ---- | -------- | ---------- |
| 1983年 | ポルシェ・クレマー・レーシング         | マリオ・アンドレッティ マイケル・アンドレッティ               | ポルシェ・956            | C      | 364  | 3位      | 3位        |
| 1986年 | ジョン・フィッツパトリック・レーシング | パコ・ロメロ ミシェル・トロレ                                 | ポルシェ・962C           | C1     | 312  | 10位     | 8位        |
| 1990年 | ポルシェ・クレマー・レーシング         | パトリック・ゴーニン バーナード・デ・ドライヴァー             | ポルシェ・962CK6         | C1     | 319  | 16位     | 16位       |
| 1991年 | プジョー・タルボ・スポール             | マウロ・バルディ ジャン＝ピエール・ジャブイーユ               | プジョー・905            | C1     | 22   | DNF      | DNF        |
| 1992年 | プジョー・タルボ・スポール             | マウロ・バルディ ジャン＝ピエール・ジャブイーユ               | プジョー・905 Evo 1B     | C1     | 345  | 3位      | 3位        |
| 1993年 | プジョー・タルボ・スポール             | マウロ・バルディ ジャン＝ピエール・ジャブイーユ               | プジョー・905 Evo 1B     | C1     | 367  | 3位      | 3位        |
| 1995年 | GTCレーシング                          | ピエール＝アンリ・ラファネル リンゼイ・オーウェン・ジョーンズ | マクラーレン・F1 GTR     | GT1    | 77   | DNF      | DNF        |
| 1996年 | クラージュ・コンペティション           | ディディエ・コッタズ ジェローム・ポリカン                     | クラージュ・C36-ポルシェ | LMP1   | 215  | DNF      | DNF        |
| 2003年 | クラージュ・コンペティション           | デビッド・ハリデイ カール・ローゼンブラッド                   | クラージュ・C65-JPX      | LMP675 | 41   | DNF      | DNF        |

### フランス・スーパーツーリング選手権
| 年     | チーム           | 使用車両      | 1       | 2         | 3       | 4       | 5       | 6        | 7       | 8       | 9       | 10      | 11      | 12      | 13        | 14      | 15        | 16      | 17      | 18      | 順位 | ポイント |
| ------ | ---------------- | ------------- | ------- | --------- | ------- | ------- | ------- | -------- | ------- | ------- | ------- | ------- | ------- | ------- | --------- | ------- | --------- | ------- | ------- | ------- | ---- | -------- |
| 1995年 | プジョー・エッソ | プジョー・405 | NOG 1 6 | NOG 2 Ret | DIJ 1 5 | DIJ 2 6 | PAU 1 5 | PAU 2 10 | CHA 1 7 | CHA 2 5 | VDV 1 6 | VDV 2 5 | CET 1 3 | CET 2 5 | LEC 1 Ret | LEC 2 4 | ALB 1 Ret | ALB 2 7 | DML 1 6 | DML 2 4 | 6位  | 53       |